# Ryeowook
Kim Ryeo-wook, född 21 juni 1987, är en koreansk Singer/songwriter och skådespelare. Han är en av de fyra vokallisterna i Super Junior, och är också en medlem i Super Junior-K.R.Y och Super Junior-M. Tillsammans med Donghae, Siwon & Kyuhyun är han en av de första koreanska artister på kinesiska frimärken.